# Subalterno
Il subalterno è un dato catastale in diretta correlazione con la particella. Esso identifica in maniera univoca (assumendo un numero specifico) un'unità immobiliare autonoma riconducibile ad un determinato soggetto proprietario e facente parte di una più grande entità immobiliare che è rappresentata dalla corrispondente particella (ad esempio: un appartamento in un fabbricato condominiale).
In una visura catastale per soggetto proprietario, la concomitanza di più numeri di subalterno in relazione ad una medesima particella, indica pertanto, nell'entità immobiliare più grande, rappresentata dalla particella, la quantità di unità immobiliari separate riconducibili a quel soggetto proprietario (ad esempio: due numeri di subalterno riferiti ad uno stesso numero di particella possono indicare la proprietà di due immobili in uno stesso fabbricato, oppure la proprietà di un appartamento e di un box auto, o anche la proprietà di un appartamento e una dépendance).